# Takagi Riki
Takagi Riki (sinh ngày 13 tháng 7 năm 1978) là một cầu thủ bóng đá người Nhật Bản.

## Sự nghiệp huấn luyện viên
Takagi Riki đã dẫn dắt Gainare Tottori.